# Ich muß immer das letzte Wort haben
Ich muß immer das letzte Wort haben ist eine Installation des deutschen Künstlers und heutigen Unternehmers Werner Vollert aus den 1980er-Jahren. Es handelt sich dabei um eine Maschine, „die selbsttätig fünf Feuerwerksraketen in die Luft schießt, sobald in einer Entfernung zwischen zwanzig und dreißig Kilometern eine Atombombe detoniert“. Das interaktive Kunstwerk wurde auf zahlreichen Kunstausstellungen in Europa gezeigt, wie unter anderem auf der Ars Electronica 1991 in Linz.

## Werk
Der im Jahr 1985 geschaffene Automat „Ich muß immer das letzte Wort haben“ gehört zu einem Zyklus von sechs Maschinen, die zwischen 1984 und 1990 von Werner Vollert konzipiert und erbaut wurden und die die Symbiose aus Mensch und Maschine thematisieren. Wie die formal ähnlichen und aus dem gleichen Zyklus stammenden Automaten „Sind Sie Profiraucher?“ und „Testen Sie Ihre Reaktion!“ handelt es sich um eine gebrauchsfertige Maschine, die nach Geldeinwurf funktioniert.
Von dem Automaten „Ich muß immer das letzte Wort haben“ werden ständig verschiedene Parameter der Außenwelt gemessen, wie unter anderem Radioaktivität, Temperatur und Luftfeuchtigkeit, um bei einer Atombombenexplosion in der Nähe des Automaten – in einem Umkreis von etwa zwanzig bis dreißig Kilometern – fünf Feuerwerksraketen zu starten. Nach Einwurf von einer Mark wird auf einem LED-Anzeigeelement der „Ernstfall“ mit der Anzeige von „Exact Overkill Time“ (englisch exact overkill time, „Genaue Totalvernichtungs-Zeit“) und  Countdown-Zeitangaben bis zum Start der Feuerwerksraketen simuliert.
Die Installation „Ich muß immer das letzte Wort haben“ wurde unter anderem zusammen mit weiteren Automaten von Vollert auf der Ars Electronica 1991 gezeigt, die vom 10. bis 13. September 1991 im oberösterreichischen Linz stattfand und die unter dem Motto „Out of Control“ (englisch out of control, „Außer Kontrolle“) stand.

## Rezeption
Mit den von Werner Vollert bei der Linzer Ars Electronica 1991 gezeigten Automaten setzt sich der damalige Ausstellungsmacher und heutige Lehrbeauftragte für Veranstaltungsmanagement (Beuth Hochschule für Technik Berlin) Thomas Sakschewski in seinem Beitrag mit dem Titel Dem Homunculus zum Trotz zu dem 1991 erschienenen Ausstellungskatalog („Out of Control“. Ars Electronica 1991) auseinander. Er sieht Vollerts Automaten „in einem Konnotationsraum aus Interaktionspessimismus, Technoästhetik und Misanthropie“, wobei weder der Sachwert der Automaten noch der Bedienungsprozess im Vordergrund stünden. Nach Sakschewski sei es „naiv, positivistisch und maschinenutopisch zu behaupten, dass in medialer oder interaktiver Kunst a priori ein Evolutionsschub, ein Avantgardeschock stecke“, denn wie solle „der ‚aktive Betrachter zum echten Teilnehmer‘ (P. Weibel) erwachsen, wenn durch das Programm des Interaktiven Kunstwerks jede Teilnahme zur Pseudopartizipation mutiert; wenn Alles so festgelegt ist, wie der digitale Wecker den digitalisierten Arbeiter zur ‚Exact Overkill Time‘ (erscheint als LED-Anzeige zum Zeitpunkt des Programmstarts, also auch zum Zeitpunkt eines Atomwaffenangriffs, bei dem Automat ‚Ich muß immer das letzte Wort haben‘) weckt“.
Sakschewski sieht nicht Vollerts Automaten selbst als ästhetische Zeichenträger, sondern die Interaktion zwischen Mensch und Maschine und die Metakommunikation über diese Beziehung. Ohne Demontage des Automaten bleibe es unprüfbar, ob der Automat wirklich regelmäßig die genannten Parameter misst, ob die Feuerwerksraketen wirklich in einer „Exact Overkill Time“ starten würden. Die Unvorstellbarkeit des Machbaren führe durch die Handlichkeit des Automaten, die Griffnähe der Spielzeugraketen und die Eindringlichkeit des LED-Countdowns zu einem Schaudern, konstatiert Sakschewski; die „Metapher der Kontrolle“ bei diesem Automaten werde zu einem „Spielverlauf fast tragödischen Ausmaßes“. Der Automat, der erkennen soll, ob ein Out-Of-Control-Zustand beginnt, könne nicht kontrolliert werden; das „Dilemma der Wirklichkeitserfassung durch Beobachtung“ werde so „auf eindrucksvolle Weise erfahrbar“.
Durch die Mehrdeutigkeit der benutzten Zeichen und das unauflösbare Zusammenspiel von Maschinensturm und Technoästhetik und der sich überlappenden Interaktionsverhältnisse machten Vollerts Automaten deutlich, resümiert Sakschewski, dass das Out Of Control nicht Zustandsbeschreibung eines einzelnen Automaten sei, sondern Stigma unserer Zeit. Mit der exponentiell wachsenden globalen Informationsmenge werde jedes Erklärungsmodell so multifaktoriell, dass eine Soll-Ist-Zustandskontrolle nicht mehr möglich sei; so wenig einfach wie die Installation „Ich muß immer das letzte Wort haben“ als Jahrmarktsattraktion abgetan werden könne.